# Erik Ørvig
Erik Ørvig (Kragerø, 3 de septiembre de 1895-Bergen, 8 de octubre de 1949) fue un deportista noruego que compitió en vela en la clase 12 Metre. Fue hermano de los también regatistas Olaf y Thor Ørvig.
Participó en los Juegos Olímpicos de Amberes 1920, obteniendo una medalla de oro en la clase 12 Metre.

## Palmarés internacional
| Juegos Olímpicos | Juegos Olímpicos  | Juegos Olímpicos | Juegos Olímpicos        |
| Año              | Lugar             | Medalla          | Clase                   |
| ---------------- | ----------------- | ---------------- | ----------------------- |
| 1920             | Amberes (Bélgica) | Medalla de oro   | 12 Metre (sistema 1919) |